# Jerzy Bekier
Jerzy Bekier (ur. 21 grudnia 1898 w Siemkowicach, zm. 2 lipca 1986 w Buenos Aires) – polski ksiądz katolicki, prawnik kanoniczny i działacz polonijny w Argentynie.

## Życiorys
Był synem Józefa (kołodzieja) oraz Leokadii z domu Mulik (nauczycielki). Lata dziecięce spędził w Koźminku (matka uczyła tam w szkole w latach 1901-1906), szkołę powszechną skończył w Działoszynie, a gimnazjum w Częstochowie. W 1914 wstąpił do Seminarium Duchownego we Włocławku. 
3 lipca 1921 otrzymał święcenia kapłańskie (z rąk biskupa Władysława Krynickiego). Następnie, do roku 1923, był wikariuszem i prefektem w Wieruszowie, a potem przeniesiono go do parafii św. Mikołaja w Kaliszu. 
Był założycielem, wydawcą i redaktorem czasopism "Echo Kaliskich Stowarzyszeń SMP" i "Kaliskie Wiadomości Parafialne", patronem okręgu kaliskiego Stowarzyszenia Młodzieży Polskiej i Stowarzyszenia Młodzieży Polskiej Żeńskiej „Szarotka”. Z jego inicjatywy wzniesiono Dom Młodzieży przy ulicy 3 Maja. 
Od 1929 do 1936 pełnił funkcję proboszcza w Kokaninie, ale nadal był prefektem szkół kaliskich. Wybudował dom parafialny w Kokaninie, a także rozbudował miejscową Kalwarię. od 1930 do 1932 studiował na Katolickim Uniwersytecie Lubelskim i zdobył tam licencjat z prawa kanonicznego. W 1933 obronił pracę magisterską. 
W latach 1936–1938 był proboszczem w Opatówku, gdzie przyczynił się do ozdobienia prezbiterium kościoła polichromią, remontował świątynię, wybudował organistówkę i kancelarię parafialną, a także rozpoczął realizację Domu Katolickiego. Założył tam oddział kaliskiego Stowarzyszenia Robotników Chrześcijańskich "Ognisko", jak również zorganizował Katolickie Stowarzyszenie Młodzieży Żeńskiej i Męskiej. 
21 marca 1938 mianowano go dyrektorem Diecezjalnego Instytutu Akcji Katolickiej we Włocławku, gdzie się przeprowadził. 11 kwietnia 1938 został asystentem kościelnym Katolickiego Stowarzyszenia Mężczyzn i Katolickiego Stowarzyszenia Kobiet. Był w tym okresie redaktorem pisma Akcji Katolickiej, a także przyczynił się do założenia Zakładu Szkolenia Organistów.
7 listopada 1939 został aresztowany przez Niemców. W latach 1940–45 przebywał w niemieckim obozie koncentracyjnym w Dachau z numerem 24551 (dokonywano na nim zbrodniczych eksperymentów medycznych). Przeżył obóz i w 1945 poddano go rekonwalescencji we Francji. Doktoryzował się wkrótce z prawa kanonicznego na Uniwersytecie w Tuluzie.
W 1948 wyjechał do Argentyny w celach misyjnych (diecezja Tucumán). Wybudował kościół pw. Najświętszego Serca Pana Jezusa w Tucumán oraz kaplicę w ośrodku letniskowym Polskiej Macierzy Szkolnej w La Granja. W 1969 prymas Argentyny zlecił mu organizację Muzeum Kościoła w Argentynie. Był dyrektorem tej placówki od 1969 do 1979. W 1964 otrzymał godność kapelana Jego Świątobliwości. W 1982 został kanonikiem honorowym Kapituły Bazyliki Kolegiackiej w Kaliszu. 
Zmarł w Domu Księży Emerytów w Buenos Aires i w tym mieście został pochowany.

## Odznaczenia
Odznaczono go m.in. Złotym Krzyżem Zasługi, Związkowym Krzyżem Zasługi, Medalem Dziesięciolecia Odzyskanej Niepodległości i Srebrnym Krzyżem PCK.

## Osiągnięcia naukowe
Był autorem około 20 publikacji (do 1939). Pisał wiersze, piosenki, pieśni, jasełka, utwory sceniczne i artykuły do czasopism.